# Казон деј Ђакомели-Ла Вила (Пистоја)
Казон деј Ђакомели-Ла Вила је насеље у Италији у округу Пистоја, региону Тоскана.
Према процени из 2011. у насељу је живело 151 становника. Насеље се налази на надморској висини од 42 м.